# Phelps Promontory
Die Phelps Promontory ist eine vereiste und von zahlreichen Felsvorsprüngen umsäumte Halbinsel der Livingston-Insel im Archipel der Südlichen Shetlandinseln. Südlich des Williams Point steigt sie moderat bis auf eine Höhe von 180 m an.
Das UK Antarctic Place-Names Committee benannte sie 1998 nach Edmond Malcolm Stuart Phelps (1928–2017), Kapitän der RRS John Biscoe von 1972 bis 1991, der zwischen 1974 und 1975 die Arbeiten von Geologen des Falkland Islands Dependencies Survey in diesem Gebiet logistisch unterstützt hatte.